# Gianfranco Ravasi
Gianfranco Ravasi (Merate, 18. listopada 1942.) talijanski je prelat Katoličke Crkve i bibličar. Kardinal od 2010., bio je predsjednik Papinskog vijeća za kulturu od 2007. do 2022. godine.
Bio je jedan od kardinala izbornika koji su sudjelovali na papinskoj konklavi 2013. godine na kojoj je izabran papa Franjo.